# Izbičanj
Izbičanj (cyr. Избичањ) – wieś w Serbii, w okręgu zlatiborskim, w gminie Prijepolje. W 2011 roku liczyła 31 mieszkańców.